# Estación de Liège-Carré
La estación de Liège-Carré es una estación de tren belga situada en Lieja, en la provincia de Lieja, región Valona.
Es una de las tres estaciones de la ciudad de Lieja, y la menos frecuentada.

## Situación ferroviaria
La estación se encuentra en la línea 34 (Lieja-Hasselt).

## Intermodalidad
Actualmente, no hay conexiones con otros medios de transporte.